# Bolitoglossa heiroreias
Bolitoglossa heiroreias es una especie de salamandra en la familia Plethodontidae.
Habita en el parque nacional Montecristo del noroeste de El Salvador y en la zonas adyacentes de Guatemala y Honduras.
Su hábitat natural son los montanos húmedos tropicales o subtropicales
y está amenazada de extinción debido a la destrucción de su hábitat.